# 나탈리야 곤차로바

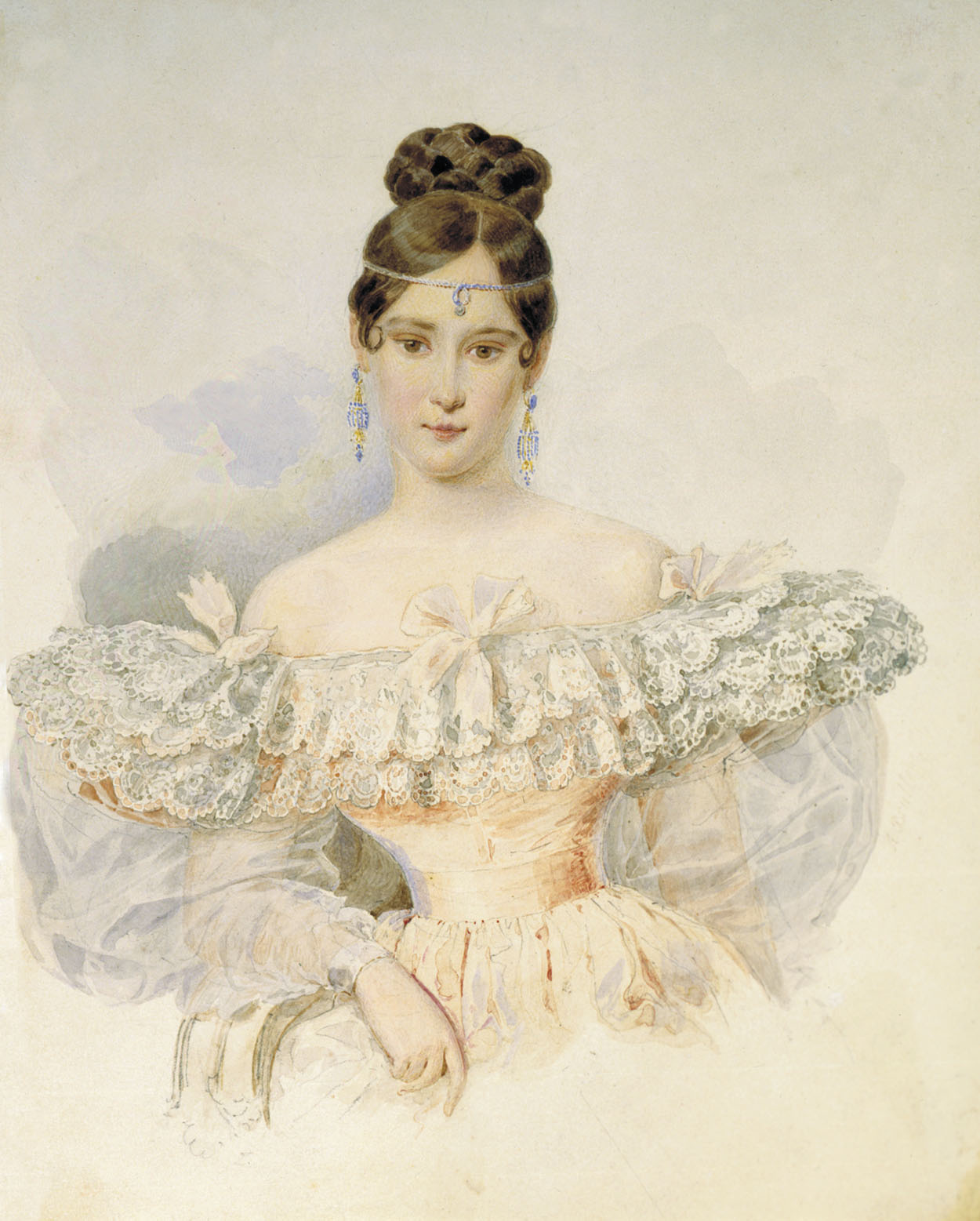
나탈리야 곤차로바

나탈리야 니콜라예브나 푸시키나-란스카야(영어: Nataliya Nikolaevna Pushkina-Lanskaya, 러시아어: Наталия Николаевна Пушкина-Ланская, 1812년 9월 8일 ~ 1863년 11월 26일)는 러시아 제국의 귀족으로 시인인 알렉산드르 푸시킨의 부인이었다. 결혼 전 이름은 나탈리야 니콜라예브나 곤차로바(러시아어: Наталия Николаевна Гончарова)이다.
미모의 귀족 여성이었던 그녀는 1831년 18세의 나이에 알렉산드르 푸시킨과 결혼하였다. 푸시킨의 어머니는 두 사람의 결혼을 반대하였으나, 푸시킨의 열렬한 구애 끝에 결혼에 성공했다. 그리고 4명의 자녀(아들 알렉산드르, 그리고리, 딸 마리아, 나탈리야)가 태어났다.
그러나 그녀의 사생활은 문란하였고, 한때 그녀의 미모에 눈독을 들였던 차르 니콜라이 1세와 불륜관계를 맺기도 했다. 1837년에는 궁정의 귀족들 사이에 그녀의 사생활이 문란하다는 소문이 돌았고 프랑스 귀족 조르주 당테스와 내연관계라는 소문이 돌았다. 이에 분노한 푸시킨은 아내의 명예를 지키겠다고 당테스와 결투를 벌였다가 총상으로 사망했다.
푸시킨의 사후 나탈리야가 니콜라이 1세의 애첩이 되었다는 소문이 돌았지만 그녀는 1844년 군인 표트르 페트로비치 란스코이(Petr Petrovich Lanskoy)와 재혼했다. 란스코이와의 사이에서는 두 딸이 태어났다.

## 같이 보기
- 알렉산드르 푸시킨